# Wagon silnikowy
Wagon silnikowy (pot. wagon motorowy lub motorak) – kolejowy pojazd trakcyjny posiadający własny napęd silnikowy i przeznaczony do przewozu pasażerów lub towarów koleją.
Może jeździć samodzielnie (tramwaj, wagon spalinowy, wagon elektryczny, autobus szynowy, wagon akumulatorowy, wagon parowy), ciągnąć (ew. pchać) wagony doczepne, pełniąc funkcję lokomotywy lub być niesamodzielną częścią składową zespołu trakcyjnego.
Wagonem silnikowym jest także wagon tramwajowy lub wagon metra posiadający własny napęd, także doczepa czynna, czyli wagon silnikowy bez kabiny motorniczego.
Wagony silnikowe stosuje się w kolejach aglomeracyjnych i metrze. W komunikacji poza granicami aglomeracjami kursują najczęściej jako pociągi, jeśli jest małe natężenie ruchu pasażerskiego. Innym zastosowaniem jest użycie ich jako pojazdów roboczych (np. do rewizji sieci trakcyjnej – wagony silnikowe serii SR PKP). W Polsce nie spotyka się wagonów silnikowych towarowych, z wyjątkiem pojazdów roboczych – drezyn.

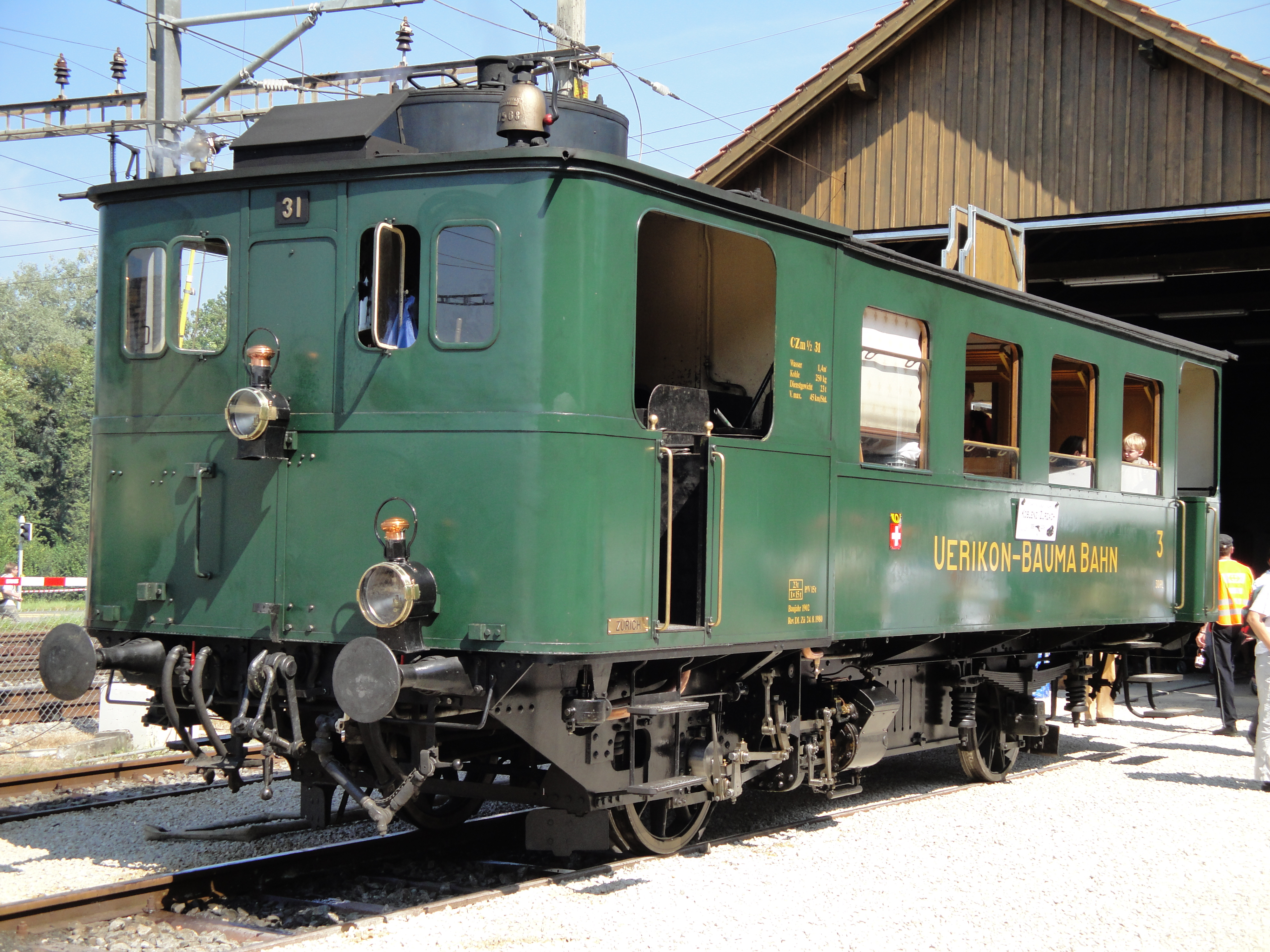
Wagon parowy CZm 1/2
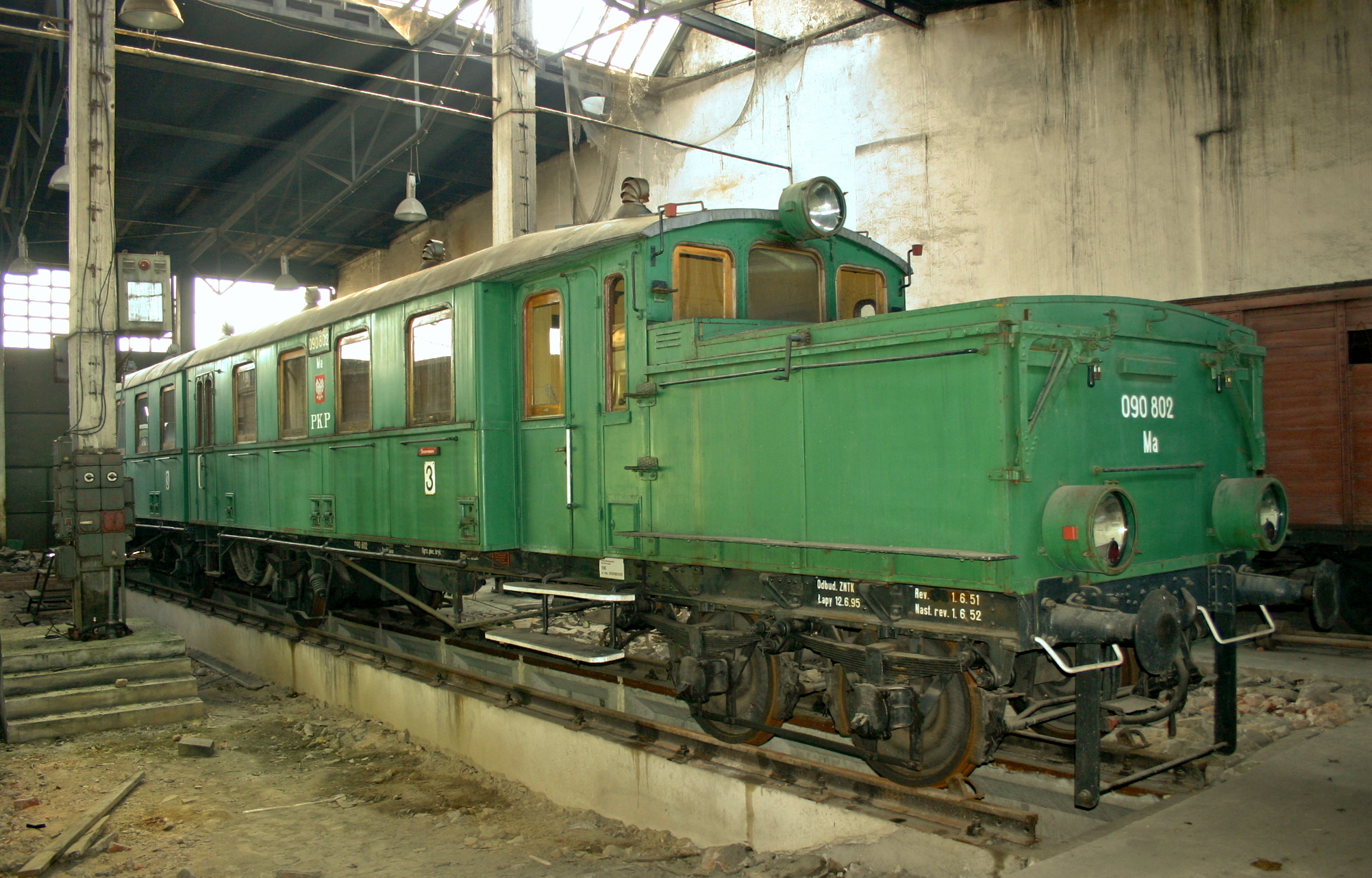
Wagon akumulatorowy Ma 090
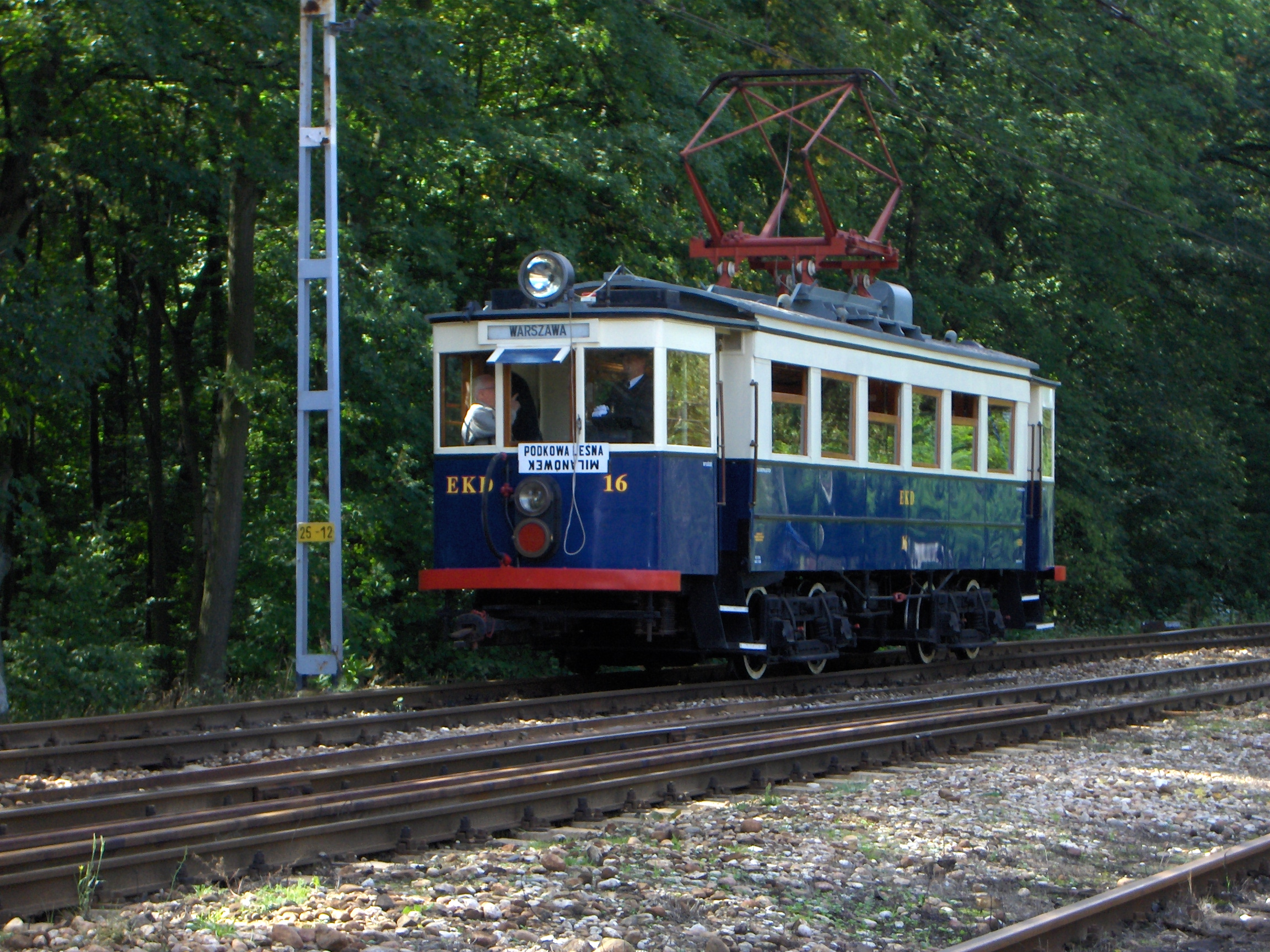
Wagon elektryczny EN80
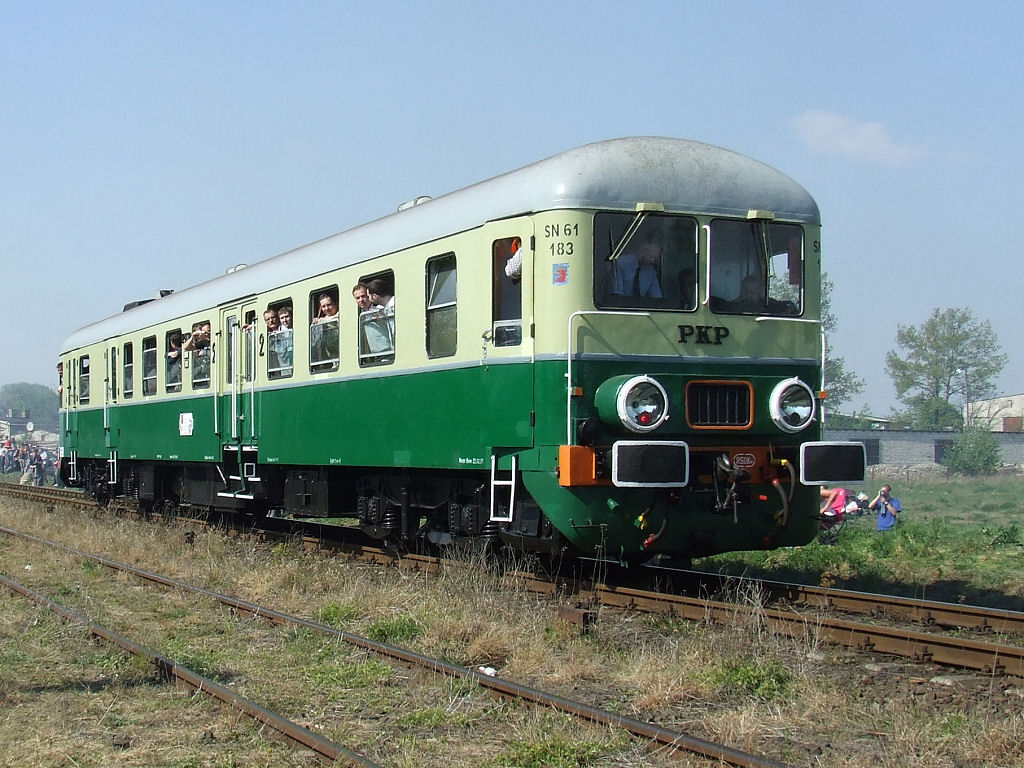
Wagon spalinowy SN61